# Joan Aulí
Joan Aulí (19. prosince 1796, Felanitx - 10. ledna 1869, tamtéž) byl španělský varhaník a skladatel. Měl zázračný hudební talent a byl již varhaníkem při vstupu do řádu dominikánů roku 1814. Po zrušení španělských klášterů, roku 1823 putoval několik měsíců Španělskem, ale ještě téhož roku se vrátil na Malorku. Roku 1825 odešel do Madridu dokončit své teologické vzdělání. Po dobu svého pobytu hrál na varhany v kostele Panny Marie z Atochy a byl představen králi Ferdinandovi VII. Roku 1828 se vrátil na Malorku a aktivně hudebně žil v konventu San Domingo. Roku 1835 byl nucen opustit svůj řád a Malorku. Krátce poté se stal varhaníkem na Gibraltaru. Zpět na Baleárské ostrovy se vrátil roku 1836 a usídlil se ve svém rodném městě. Zde strávil zbytek svého života komponováním, hraním na varhany a prováděním vlastních oper v lokálních divadlech.

## Dílo
- Misa de coro
- opery: La doncella de Misolongi, Norma, El Sepultero, Grecia
- klavírní skladby: Vals, Pasodoble, Rigodón